# Матје Росе
Матје Росе (фр. Matthieu Rosset; Лион, 26. мај 1990) елитни је француски скакач у воду и члан репрезентације Француске. Његова специјалност су појединачни и синхронизовани скокови са даске са висине од једног и од три метра.
Највећи успех у каријери остварио је на светском првенству 2017. у Будимпешти када је у екипном такмичењу освојио златну медаљу у пару са сународницом Лауром Марино. Марино и Росе су у финалу освојили укупно 406,40 бодова, свега 4,05 бодова више од другопласираног мексичког пара Пачеко/дел Анхел.
Росе је у два наврата био део француског олимпијског тима. На ЛОИ 2012. у Лондону освојио је 16. место док је на ЛОИ 2016. у Рију заузео 23. место у појединачним скоковима са даске 3м (такмичење окончао у квалификацијама са 373,40 бодова). Росе је и двоструки европски првак из 2012. године.